# Бьюфорт (Южная Каролина)
Бьюфорт (англ. Beaufort) — город и административный центр (столица) одноимённого округа в штате Южная Каролина в Соединённых Штатах Америки.
Согласно результатам переписи населения США, проведённой в 2020 году, число жителей города составляло 13 607 человек, что, для такого небольшого населённого пункта, существенно больше (+ 10,1%), чем было во время предыдущей переписи прошедшей в 2010 году (12 361 человек).

## История
Первым письменным свидетельствам об истории этих мест уже более 500 лет. Первое исследование этих земель предпринял испанский капитан Педро де Салазар в 1514–1516 годах. Таким образом, округ Бьюфорт стал местом второй высадки европейцев в Северной Америке.

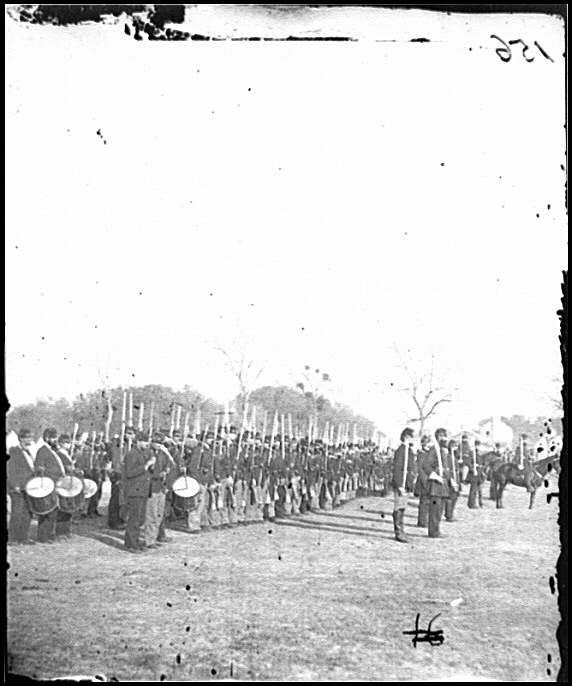
Гражданская война в США:
50-й Пенсильванский пехотный полк в парадном строю. Бьюфорт, 1862 год

Регион Лоукантри стал объектом многочисленных европейских исследований и неудачных попыток колонизации, пока британские колонисты не основали город Бофорт в 1711 году. Бофорт был назван в честь английского аристократа Генри Сомерсета, 2-го герцога Бофорта. Город рос медленно из-за нападений индейских племён и угроз со стороны Испанской империи с юга. Сначала он процветал как центр судостроения, а затем, как и множество поселений Южной Каролины, переключился на выращивание хлопка с использованием труда рабов-афроамериканцев.
Через несколько месяцев после начала Гражданской войны 1861—1865 гг. Бофорт был оккупирован армией Союза после битвы при Порт-Рояле. Благодаря этому город привлекал беглых рабов. Союз объявил рабов свободными и инициировал программы образования, а Бюро освобожденных рабов работало с многочисленным местным чернокожим населением и во время Реконструкции Юга.
После войны город жил за счёт добычи фосфатов, пока разрушительный ураган 1893 года и пожар 1907 года не принесли серьёзные разрушения и не привели к экономическому кризису. Последствия этих событий существенно замедлили рост города почти на полвека.

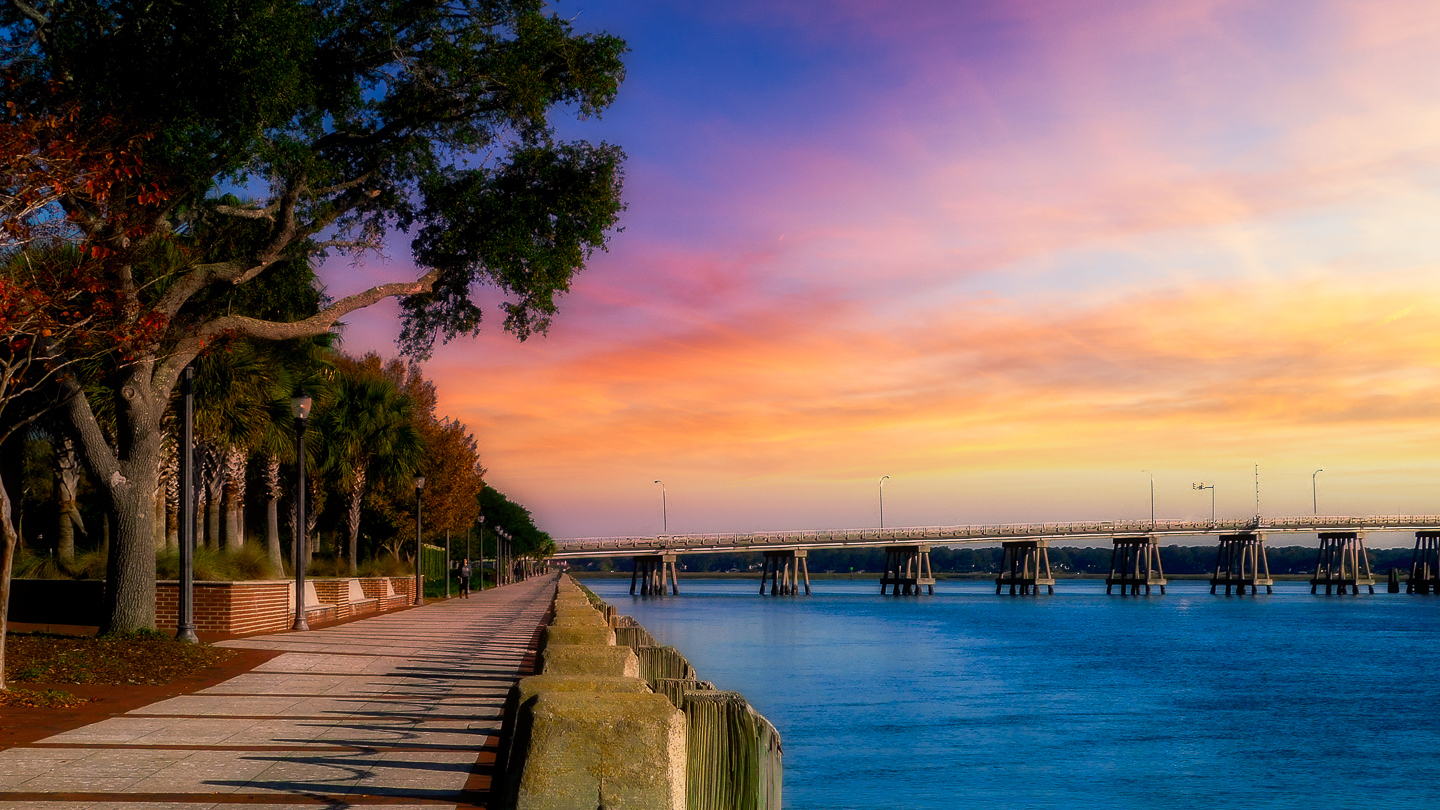
Набережная Бьюфорта

Во второй половине XX века Бьюфорт стал популярным туристическим направлением. Развитие военных объектов в этом районе и связанное с этим увеличение занятости населения также способствовали сохранению исторического облика и архитектурного наследия. Благодаря всем этим факторам, Бьюфорт неоднократно получал восторженные отзывы в региональных и национальных СМИ за свою общую привлекательность и качество жизни.
В июле 1985 года на город обрушился ураган «Боб», однако жертв удалось избежать.
В 2022 году Бьюфордом было заключено неформальное соглашение о побратимстве с украинским городом Острогом, в рамках которого жители Бофорта собирали средства в поддержку жителей Острога пострадавших во время российского вторжения в Украину.
Исторический центр города и множество отдельных архитектурных объектов города были занесены в Национальный реестр исторических мест США, что привлекает множество туристов и существенно способствует наполнению городского бюджета.

## География

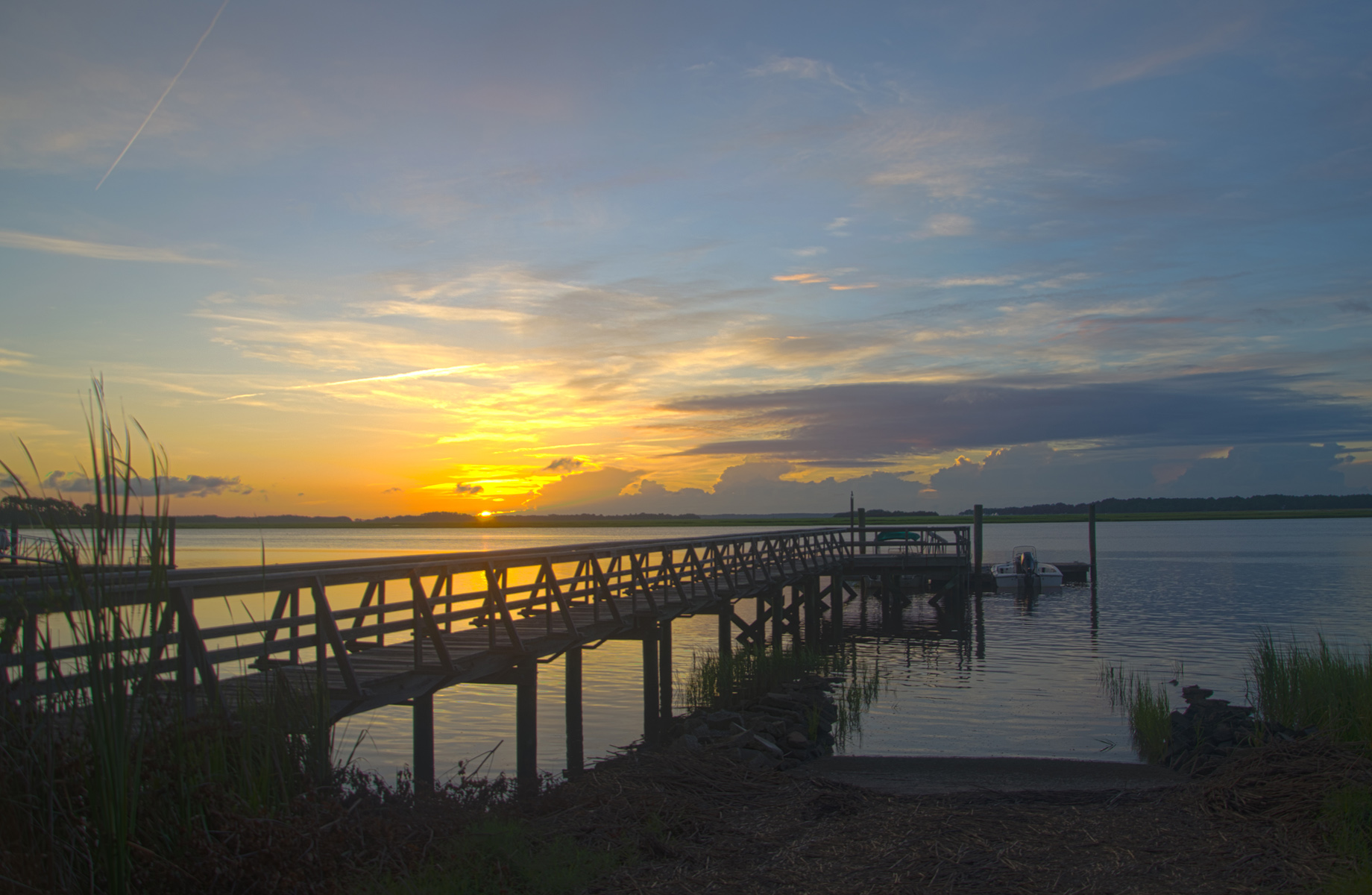
Ледис

Большая часть Бьюфорта расположена на острове Порт-Ройал, внутреннем морском острове, который город делит с соседним городом Порт-Ройал и неинкорпорированными частями округа Бьюфорт. Город также аннексировал земли за одноимённой рекой на острове Ледис.
Город расположен в заболоченном эстуарии на высоте около трёх метров над уровнем моря. В соответствии с данными указанными на сайте центрального статистического органа страны — Бюро переписи населения США, Бьюфорт имеет общую площадь 33,6 квадратных мили (87,0 км²), из которых 27,6 квадратных мили (71,5 км²) занимает суша, а 6,0 квадратных мили (15,5 км²) или 17,8%) приходится на водную поверхность.

## Климат
Согласно данным представленным Национальной метеорологической службой США в городе Бьюфорте влажный субтропический климат с теплыми по меркам Южной Каролины зимами.